# Phyllonorycter medicaginella
Phyllonorycter medicaginella är en fjärilsart som först beskrevs av Aleksey Maksimovich Gerasimov 1930.  Phyllonorycter medicaginella ingår i släktet guldmalar, och familjen styltmalar.
Artens utbredningsområde är:
- Österrike.
- Belgien.
- Litauen.
- Bulgarien.
- Tjeckien.
- Slovakien.
- Danmark.
- Tyskland.
- Ungern.
- Kazakstan.
- Nederländerna.
- Polen.
- Turkmenistan.
- Ukraina.
- Uzbekistan.
- Serbien.

Inga underarter finns listade i Catalogue of Life.